# Prionocidaris baculosa
A Prionocidaris baculosa a tengerisünök (Echinoidea) osztályának Cidaroida rendjébe, ezen belül a Cidaridae családjába tartozó faj.

## Előfordulása
A Prionocidaris baculosa nevű tengerisünfajnak jelentős állománya alakult ki a Földközi-tenger máltai részén; viszont itt betelepített állatfaj a hajók ballasztvize által. Az eredeti elterjedési területe nem ismert pontosan; valószínűleg az Indiai-óceán nyugati fele, Kelet-Afrikától a Seychelle-szigetekig és Mauritiusig.

## Alfajai
- Prionocidaris baculosa annulifera (A. Agassiz, 1873)
- Prionocidaris baculosa baculosa (Lamarck, 1816)
- Prionocidaris baculosa longicollis Mortensen, 1928

## Megjelenése
Az élő példány teste teljesen csokoládébarna, az elsődleges tüskéi azonban világosbarnák.

## Források

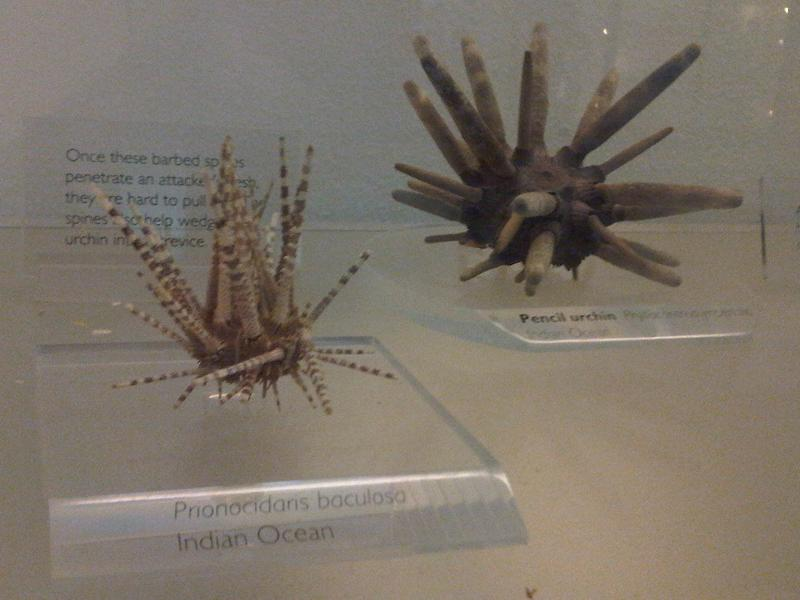
Balra egy Prionocidaris baculosa és jobbra egy Phyllacanthus imperialis a londoni Természettudományi Múzeumban

## Életmódja
Tengeri élőlény, mely a kontinentális selfek fenekén él, körülbelül 38-141 méteres mélységek között.